# Eleccions legislatives daneses de 1945
Les eleccions legislatives daneses de 1945 se celebraren el 30 d'octubre de 1945 (el 20 de novembre a les illes Fèroe), després de ser alliberada de l'ocupació nazi. El partit més votat foren els socialdemòcrates, però formà govern una coalició de conservadors i liberals dirigits per Knud Kristensen.
| Partit                           | Líder        | Vots           | %              | Escons         | +/-            |                |
| -------------------------------- | ------------ | -------------- | -------------- | -------------- | -------------- | -------------- |
| Socialdemokratiet                |              | 671,755        | 32,8%          | 48             | -18            |                |
| Venstre                          | Erik Eriksen | 479,158        | 23,4%          | 38             | +10            |                |
| Det Konservative Folkeparti      |              | 373,688        | 18,2%          | 26             | -5             |                |
| Danmarks Kommunistiske Parti (K) |              | 255,236        | 12,5%          | 18             | +18            |                |
| Det Radikale Venstre             |              | 167,073        | 8,1%           | 11             | -2             |                |
| Dansk Samling                    |              | 63,760         | 3,1%           | 4              | +1             |                |
| Danmarks Retsforbund (E)         |              | 38,459         | 1,9%           | 3              | +1             |                |
| Altres                           |              | 55             | 0,0%           | 0              | +0             |                |
| Fólkaflokkurin                   |              | 3.990          |                | 1              | +0             |                |
| Javnaðarflokkurin                |              | 2.521          |                | 0              | +0             |                |
| Sambandsflokkurin                |              | 2.127          |                | 0              | 0              |                |
| Sjálvstýrisflokkurin             |              | 2.127          |                | 0              | +0             |                |
| Total                            | Total        |                |                | 149            |                |                |
| Participació                     | Participació | 86,3%          | 86,3%          | 86,3%          | 86,3%          | 86,3%          |
| Font                             | Font         | Folketinget.dk | Folketinget.dk | Folketinget.dk | Folketinget.dk | Folketinget.dk |